# Lista över fornlämningar i Vilhelmina kommun
Lista över fornlämningar i Vilhelmina kommun är en förteckning av ett urval av de fornlämningar som finns i Vilhelmina kommun.

## Vilhelmina
| Namn              | Lämningstyp                 | Tillkomsttid | Historisk indelning  | Plats | Läge                 | ID-nr          | Bild                                 |
| ----------------- | --------------------------- | ------------ | -------------------- | ----- | -------------------- | -------------- | ------------------------------------ |
| Vilhelmina 1:1    | Röse                        |              | Vilhelmina, Lappland |       | 65.349340, 14.666589 | 10015600010001 | Ladda upp en bild av detta fornminne |
| Vilhelmina 1217:1 | Fiskeläge                   |              | Vilhelmina, Lappland |       | 64.924350, 15.471476 | 10015612170001 | Ladda upp en bild av detta fornminne |
| Vilhelmina 1501:1 | Stensättning                |              | Vilhelmina, Lappland |       | 65.405312, 15.176488 | 10015615010001 | Ladda upp en bild av detta fornminne |
| Vilhelmina 1592:4 | Husgrund, historisk tid     |              | Vilhelmina, Lappland |       | 65.323778, 15.095495 | 10015615920004 | Ladda upp en bild av detta fornminne |
| Vilhelmina 2108:3 | Husgrund, historisk tid     |              | Vilhelmina, Lappland |       | 65.178517, 14.575055 | 10015621080003 | Ladda upp en bild av detta fornminne |
| Vilhelmina 2416   | Husgrund, historisk tid     |              | Vilhelmina, Lappland |       | 65.099860, 14.471132 | 12000000108255 | Ladda upp en bild av detta fornminne |
| Vilhelmina 2488   | Grav markerad av sten/block |              | Vilhelmina, Lappland |       | 65.000911, 14.990780 | 12000000136115 | Ladda upp en bild av detta fornminne |